# NGC 7586
NGC 7586 é uma galáxia lenticular (S0) localizada na direcção da constelação de Pegasus. Possui uma declinação de +08° 35' 04" e uma ascensão recta de 23 horas, 17 minutos e 55,5 segundos.
A galáxia NGC 7586 foi descoberta em 2 de Setembro de 1864 por Albert Marth.